# Perkins (Familienname)
Perkins ist ein englischer Familienname.

## Namensträger

### A
- Adrian Perkins (* 1985), US-amerikanischer Politiker (Demokratische Partei)
- Al Perkins (* 1944), US-amerikanischer Musiker und Produzent
- Alexandria Perkins (* 2000), australische Schwimmerin
- Angel Perkins (* 1984), US-amerikanische Sprinterin
- Angier March Perkins (1799–1881), amerikanisch-britischer Maschinenbauingenieur und Erfinder im Bereich der Dampftechnik
- Anthony Perkins (1932–1992), US-amerikanischer Schauspieler

### B
- Bill Perkins (Fußballspieler) (William Henry Perkins; 1876–1949), englischer Fußballtorwart
- Bill Perkins (Jazzmusiker) (William Reese Perkins; 1924–2003), US-amerikanischer Jazzsaxophonist und -flötist
- Bill Perkins (Unternehmer) (William O. Perkins III; * 1969), US-amerikanischer Hedgefonds-Manager, Filmproduzent, Filmschauspieler und Pokerspieler
- Bishop Perkins (Politiker) (1787–1866), US-amerikanischer Politiker (New York)
- Bishop W. Perkins (1841–1894), US-amerikanischer Politiker (Kansas)
- Bryan Ward-Perkins (* vor 1984), britischer Althistoriker

### C
- Carl Perkins (1932–1998), US-amerikanischer Musiker
- Carl Perkins (Pianist) (1928–1958), US-amerikanischer Jazzpianist
- Carl C. Perkins (* 1954), US-amerikanischer Politiker
- Carl D. Perkins (1912–1984), US-amerikanischer Politiker
- Charles Perkins (1936–2000), erster Aborigine mit akademischem Grad
- Charles Callahan Perkins (1823–1886), US-amerikanischer Künstler und Autor
- Crispian Steele-Perkins (* 1944), englischer Trompeter
- Cyril Perkins († 2013), englischer Cricketspieler

### D
- Daniella Perkins (* 2000), US-amerikanische Schauspielerin
- Daryl Perkins (* 1943), australischer Radrennfahrer
- David G. Perkins (* 1957), US-amerikanischer General
- Donald Anthony Perkins (1938–2022), US-amerikanischer American-Football-Spieler, siehe Don Perkins
- Donald H. Perkins (1925–2022), britischer Physiker

### E
- Eddie Perkins (1937–2012), US-amerikanischer Profiboxer
- Edward J. Perkins (1928–2020), US-amerikanischer Diplomat
- Edwin Perkins (Erfinder) (1889–1961), US-amerikanischer Erfinder von Kool-Aid
- Edwin A. Perkins (* 1953), kanadischer Mathematiker
- Edwin King Perkins (1855–1937), britischer Politiker
- Elias Perkins (1767–1845), US-amerikanischer Politiker
- Elizabeth Perkins (* 1960), US-amerikanische Schauspielerin
- Elvis Perkins (* 1976), US-amerikanischer Singer-Songwriter
- Emily Perkins (Schriftstellerin) (* 1970), neuseeländische Schriftstellerin
- Emily Perkins (Schauspielerin) (* 1977), kanadische Schauspielerin

### F
- Flora Perkins (* 2003), britische Radsportlerin
- Frances Perkins (1880–1965), US-amerikanische Politikerin
- Frank Perkins (Ingenieur) (Francis Arthur Perkins; 1889–1967), britischer Ingenieur und Unternehmensgründer
- Frank Perkins (Komponist) (Frank Sutherland Perkins; 1908–1988), US-amerikanischer Komponist
- Frank Perkins (Eishockeyspieler) (* 1960), US-amerikanischer Eishockeyspieler und -trainer
- Frank Shelton Perkins (1890–1976), US-amerikanischer Jazz-Trompeter und Bigband-Leader, siehe Red Perkins

### G
- Geoffrey Perkins (1953–2008), britischer Comedy-Produzent, Autor und Darsteller
- George Perkins (Fußballspieler, 1882) (1882–1941), englischer Fußballspieler
- George Perkins (Fußballspieler, 1897) (1897–1967), englischer Fußballspieler
- George Perkins (Tennisspieler), britischer Tennisspieler
- George Clement Perkins (1839–1923), US-amerikanischer Politiker (Kalifornien)
- George D. Perkins (1840–1914), US-amerikanischer Politiker (Iowa)
- George Walbridge Perkins (1862–1920), US-amerikanischer Unternehmer

### H
- Henry Farnham Perkins (1877–1956), US-amerikanischer Zoologe und Eugeniker

### I
- Ike Perkins (1912–1966), US-amerikanischer Blues-, R&B- und Jazzmusiker

### J
- Jacob Perkins (1766–1849), US-amerikanischer Erfinder
- James Breck Perkins (1847–1910), US-amerikanischer Politiker
- Jamie Perkins (* 2005), australische Schwimmerin
- Janet Russell Perkins (1853–1933), US-amerikanische Botanikerin
- Jared Perkins (1793–1854), US-amerikanischer Politiker
- Jeffrey Perkins, US-amerikanischer Tontechniker
- Joe Willie Perkins (1913–2011), US-amerikanischer Blues-Musiker, siehe Pinetop Perkins
- John Perkins junior (1819–1885), US-amerikanischer Politiker
- John Perkins (Autor) (* 1945), US-amerikanischer Schriftsteller und politischer Aktivist
- John Perkins (Rugbyspieler) (* 1954), walisischer Rugby-Union-Spieler
- John Bryan Ward-Perkins (1912–1981), britischer Klassischer Archäologe
- John M. Perkins (* 1930), US-amerikanischer Menschenrechtsaktivist
- Justin Perkins (1805–1869), US-amerikanischer presbyterianischer Missionar und Linguist

### K
- Kathleen Rose Perkins (* 1974), US-amerikanische Schauspielerin
- Katie Perkins (* 1988), neuseeländische Cricketspielerin
- Kendrick Perkins (* 1984), US-amerikanischer Basketballspieler
- Kieren Perkins (* 1973), australischer Schwimmer

### L
- Larry Perkins (* 1950), australischer Autorennfahrer
- Laura Lee Perkins (1939–2018), US-amerikanische Rockabilly-Pianistin
- Laurence Perkins (* 1954), britischer Fagottist
- Loftus Perkins (1834–1891), britischer Maschinenbauingenieur und Erfinder im Bereich der Heiz- und Kühltechnik
- Lucy Fitch Perkins (1865–1937), US-amerikanische Schriftstellerin
- Luther Perkins (1928–1968), US-amerikanischer Gitarrist

### M
- Marlin Perkins (1905–1986), US-amerikanischer Zoologe
- Maxwell Perkins (1884–1947), US-amerikanischer Verleger
- Mike Perkins (1933–2015), italienischer Filmregisseur, Drehbuchautor und Filmproduzent, siehe Mario Caiano
- Mike Perkins (Comiczeichner), britischer Comiczeichner und Tuscher
- Millie Perkins (* 1938), US-amerikanische Schauspielerin

### N
- Neil Perkins (* 1981), englischer Boxer

### O
- Osgood Perkins (1892–1937), US-amerikanischer Schauspieler
- Oz Perkins (Osgood Robert Perkins II; * 1974), US-amerikanischer Schauspieler, Drehbuchautor und Regisseur

### P
- Paul Perkins (* 1994), US-amerikanischer American-Football-Spieler
- Phyllis Perkins (1934–2023), britische Mittelstreckenläuferin
- Pinetop Perkins (Joe Willie Perkins; 1913–2011), US-amerikanischer Blues-Musiker

### R
- Rachel Perkins (* 1970), australische Regisseurin, Drehbuchautorin und Produzentin
- Randolph Perkins (1871–1936), US-amerikanischer Politiker
- Red Perkins (Frank Shelton Perkins; 1890–1976), US-amerikanischer Jazz-Trompeter und Bigband-Leader
- Red Perkins (Countrysänger), US-amerikanischer Country-Musiker
- Robbie Perkins, australischer Szenenbildner
- Robert Cyril Layton Perkins (1866–1955), britischer Naturforscher

### S
- Sam Perkins (* 1961), US-amerikanischer Basketballspieler
- Shane Perkins (* 1986), australischer Bahnradsportler
- Stephen Perkins (* 1967), US-amerikanischer Schlagzeuger, Perkussionist und Songwriter
- Sue Perkins (* 1969), britische Komikerin, Moderatorin, Schauspielerin und Autorin

### T
- Thomas Handasyd Perkins (1764–1854), US-amerikanischer Schulförderer
- Troy Perkins (* 1981), US-amerikanischer Fußballspieler
- T. J. Perkins (Theodore „Teddy“ James Perkins Jr.; * 1984), US-amerikanischer Wrestler

### W
- W. Epaminondas Adrastus Perkins (1835–1910), US-amerikanischer Schriftsteller, siehe Mark Twain
- Walter Perkins (1932–2004), US-amerikanischer Jazzschlagzeuger
- William Perkins (Theologe) (1558–1602), englischer Geistlicher und puritanischer Theologe
- William O. Perkins III (* 1969), US-amerikanischer Hedgefonds-Manager, Filmproduzent, Filmschauspieler und Pokerspieler, siehe Bill Perkins (Unternehmer)
- William Reese Perkins (1924–2003), US-amerikanischer Jazzsaxophonist und -flötist, siehe Bill Perkins (Jazzmusiker)
- Wilmot Perkins (1931–2012), jamaikanischer Radiomoderator und Journalist